# André Téchiné

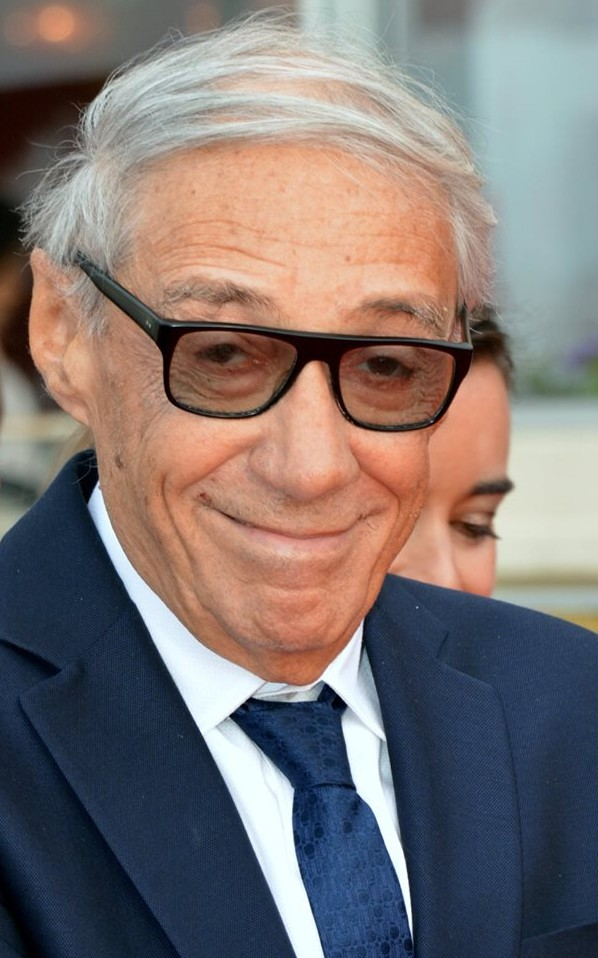
André Téchiné (2018)

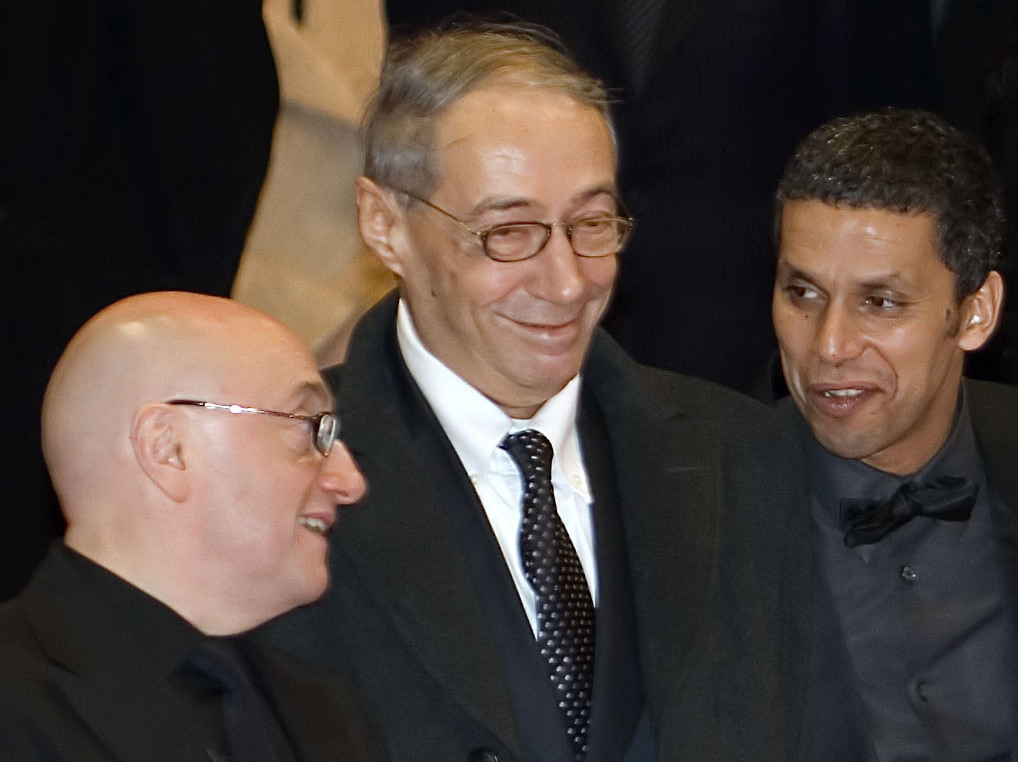
André Téchiné umrahmt von seinen Les Témoins-Darstellern Michel Blanc (li.) und Sami Bouajila (2007)

André Téchiné (anhörenⓘ; * 13. März 1943 in Valence im Département Tarn-et-Garonne, Frankreich) ist ein französischer Drehbuchautor und Filmregisseur.
In seinen Filmen behandelt er verschiedene Themen, die mit der Moral und der Entwicklung der modernen Gesellschaft zusammenhängen, wie Homosexualität, Scheidung, Ehebruch, Familienzerfall, Prostitution, Kriminalität, Drogenabhängigkeit und AIDS.

## Leben
André Téchiné zog mit 19 Jahren nach Paris, wo er sich vergeblich um die Aufnahme an der Filmhochschule bewarb. Er arbeitete unter anderem als Kritiker bei den Cahiers du cinéma (1964–1967), bevor er begann Filme zu drehen. Sein Regiedebüt war der Film Paulina haut ab im Jahr 1970.
Téchiné drehte mit Stars des französischen Kinos wie Catherine Deneuve, mit der eine Reihe von Melodramen insbesondere in den 1980er und 1990er Jahren produzierte (Diebe der Nacht 1996, Meine liebste Jahreszeit 1993, Schauplatz des Verbrechens 1986, Begegnung in Biarritz 1981) und neuerlich Abschied von der Nacht im Jahr 2019, daneben Jean-Claude Brialy, Emmanuelle Béart, Daniel Auteuil und Sandrine Kiberlain. Doch besetzte er Hauptrollen auch mit jungen Talenten, etwa 1979 mit Isabelle Adjani und Isabelle Huppert in Die Schwestern Brontë, 1985 mit Juliette Binoche und Lambert Wilson in Rendez-Vous, 1987 mit Sandrine Bonnaire in Die Unschuldigen, 1994 mit Élodie Bouchez in Wilde Herzen und 2014 mit Kacey Mottet Klein und Corentin Fila in Mit Siebzehn.
Im Jahr 1985 wurde Téchiné als bester Regisseur für seinen Film Rendez-vous auf den Filmfestspielen von Cannes geehrt und bekam 1995 den César als bester Regisseur für Wilde Herzen. 1999 war er Jury-Mitglied in Cannes.
Sein Gesamtwerk wurde 2003 mit dem Prix René Clair ausgezeichnet. Wir waren Zeugen (2007) erlebte seine Uraufführung im offiziellen Wettbewerb der 57. Filmfestspiele von Berlin. 2011 wurde Téchiné in die Wettbewerbsjury der 68. Internationalen Filmfestspiele von Venedig berufen. 2016 erhielt Téchiné für seinen gemeinsam mit Céline Sciamma geschriebenen Spielfilm Mit Siebzehn eine Einladung zum Wettbewerb der 66. Filmfestspiele von Berlin.
Manche seiner Filme sind autobiografisch geprägt. So thematisiert er 1994 in Wilde Herzen, der zur Zeit des Algerienkriegs in einer Kleinstadt in Südfrankreich spielt, die erwachende Homosexualität eines jungen Mannes und dessen Freundschaften mit gleichaltrigen Jungen und Mädchen, die alle auf der Suche nach ihrem Weg ins Leben sind. Ein ähnliches Sujet taucht im Jahr 2016 noch einmal in Mit Siebzehn auf. Und immer wieder spielen Téchinés Filme in Südwestfrankreich, wo er aufgewachsen ist, und verbinden die Landschaft des Südens atmosphärisch mit der Handlung und der Psychologie der Charaktere.

## Filmografie
- 1970: Paulina haut ab (Pauline s’en va)
- 1972: Michel, l’enfant-roi (Fernsehserie)
- 1975: Erinnerungen aus Frankreich (Souvenirs d’en France)
- 1976: Barocco
- 1979: Die Schwestern Brontë (Les sœurs Brontë)
- 1981: Begegnung in Biarritz (Hôtel des Amériques)
- 1983: La matiouette ou l’arrière-pays
- 1985: Rendez-Vous (Rendez-vous)
- 1986: Schauplatz des Verbrechens (Le lieu du crime)
- 1987: Die Unschuldigen (Les innocents)
- 1991: Ich küsse nicht (J’embrasse pas)
- 1993: Meine liebste Jahreszeit (Ma saison préférée)
- 1994: Wilde Herzen (Les roseaux sauvages)
- 1994: Der Neue (Le chêne et le roseau)
- 1996: Diebe der Nacht (Les voleurs)
- 1998: Alice & Martin (Alice et Martin)
- 2001: Weit weg (Loin)
- 2003: Die Flüchtigen (Les égarés)
- 2004: Changing Times (Les temps qui changent)
- 2007: Wir waren Zeugen (Les témoins)
- 2009: La fille du RER
- 2011: Impardonnables
- 2014: L’homme qu’on aimait trop
- 2016: Mit Siebzehn (Quand on a 17 ans)
- 2017: Nos années folles
- 2019: Abschied von der Nacht (L’adieu à la nuit)
- 2024: Les gens d’à côté